# Cuphead

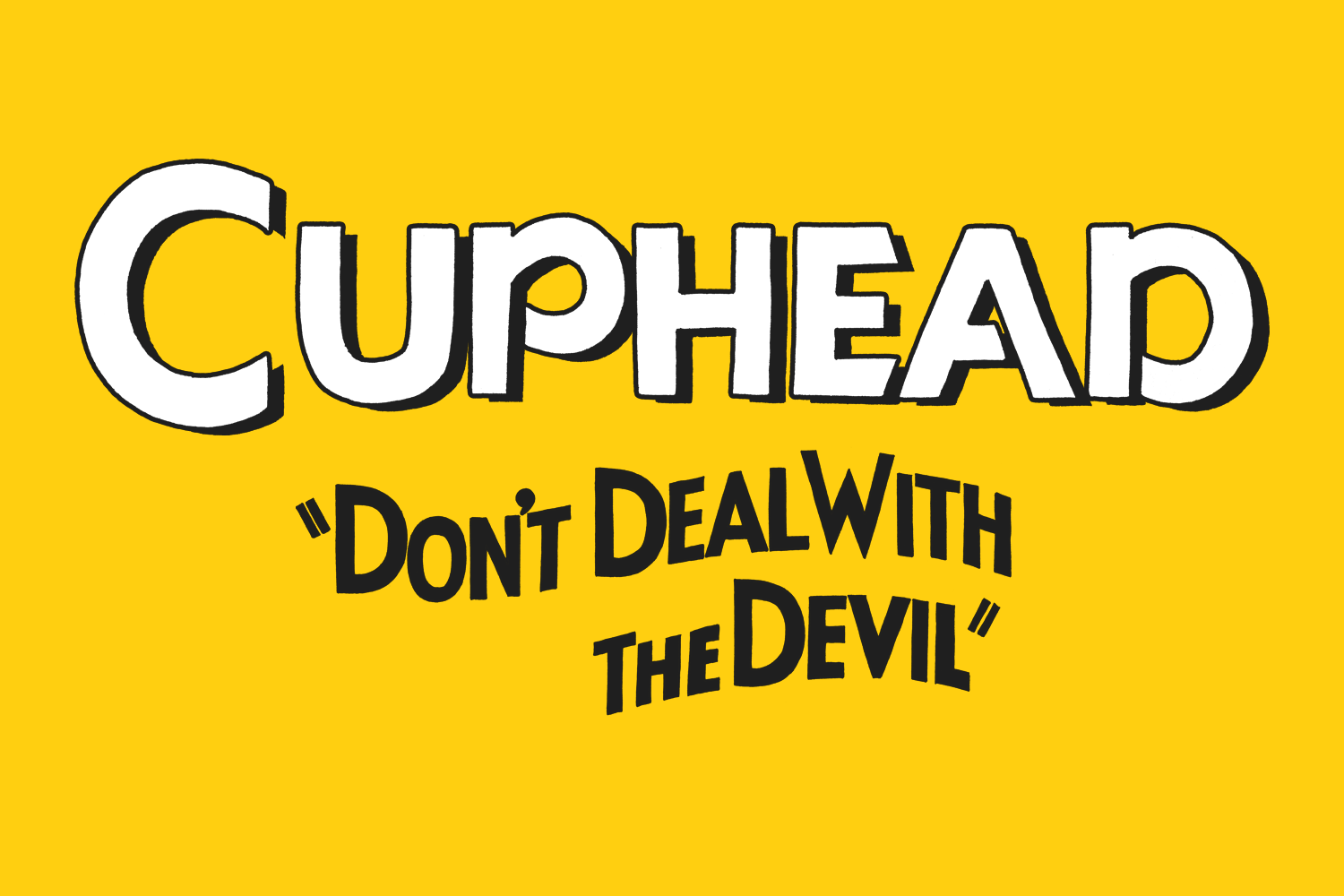
Cuphead promo logo

Cuphead is een computerspel uitgegeven door Studio MDHR. Het spel kwam uit voor Windows en de Xbox One op 29 september 2017 en is sinds 28 juli 2020 ook beschikbaar op PlayStation 4. Het spel werd bijzonder goed ontvangen door recensenten en spelers. In Cuphead moet de speler meerdere eindbaasgevechten achter elkaar spelen in een surrealistische tekenfilmwereld die sterk beïnvloed is door tekenfilms uit de jaren 30, met name het werk van Max Fleischer.
Het spel werd twee weken na de uitgave meer dan een miljoen keer verkocht.

## Gameplay
In Cuphead bestuurt de speler Cuphead, een klein wit mannetje met een koffiekopje als hoofd. Het is ook mogelijk om met twee spelers te spelen, de tweede speler bestuurt dan Mugman; een soortgelijk personage die een koffiemok als hoofd heeft. De speler heeft oneindig veel levens en bewaart items en wapens nadat hij dood gaat. Cuphead heeft een pistool met oneindige kogels en een sprint aanval. Naarmate de speler vordert in het spel kunnen verzamelde gouden munten gebruikt worden om extra voorwerpen en wapens te kopen. In ieder veld moet de speler het opnemen tegen een veel sterkere tegenstander die minutenlang onder vuur moet worden genomen voordat deze verslagen is. Tegelijkertijd mogen Mugman en Cuphead maar enkele keren geraakt worden door de op hen afgevuurde projectielen of het spel is ten einde.

## Stijl
Cuphead is geïnspireerd door vooroorlogse tekenfilms en striptekeningen van onder andere Fleischer Studios, Walt Disney, Ub Iwerks, Grim Natwick, en Willard Bowsky. Chad en Jared Moldenhauer, de ontwikkelaars van Cuphead, waren sinds hun jeugd fan van deze stijl en dan vooral van de meer absurdistische creaties. Het spel heeft een korrelig filter, gelijkend aan oude videobanden die in kwaliteit afgenomen zijn na meerdere keren afspelen. De dialogen, lettertypen en vijanden zijn met opzet ouderwets en oubollig, typisch voor de stijl van de jaren 30. De muziek in Cuphead bestaat voornamelijk uit ragtime en jazz, genres die ook veel voorkwamen in oude tekenfilms zoals Merrie Melodies van Warner Bros.

## Recensies
Cuphead wordt over het algemeen goed tot zeer goed beoordeeld. Het spel wordt vaak wel gekarakteriseerd als moeilijk, maar de meeste recensenten menen dat dit geen afbreuk doet aan de goede gameplay en stijl. Op Metacritic heeft de pc-versie een score van 89/100, en de Xbox-versie een score van 87/100.

## TV serie
In 2022 bracht Netflix een animatie serie uit gebaseerd op het computerspel. The Cuphead Show! werd over het algemeen goed ontvangen door recensenten. 